# Stueng Saen
Stueng Saen là thành phố tỉnh lỵ tỉnh Kampong Thom ở miền trung Campuchia. Theo thống kê năm 1998, dân số toàn thành phố là 66.014 người.